# Governo Hautpoul
Il Governo Hautpoul è stato in carica dal 30 ottobre 1849 al 24 gennaio 1851, per un totale di 1 anno, 2 mesi e 26 giorni.

## Cronologia
- 30 ottobre 1849: il Presidente Bonaparte, in contrasto con la maggioranza conservatrice, costringe Odilon Barrot alle dimissioni e forma un governo "filo-presidenziale" guidato dal conservatore Alphonse Henri d'Hautpoul.[1]
- 15 marzo 1850: viene approvata dall'Assemblea nazionale la Legge Falloux sull'istruzione, che privilegia l'educazione operata dalla Chiesa cattolica.[2]
- 31 maggio 1850: la cosiddetta "legge dei burgravi" abolisce il suffragio universale e re-introduce quello censitario,[3] provocando una spaccatura tra il Partito dell'Ordine e i sostenitori del Presidente Bonaparte.
- 30 luglio 1850: viene estesa la censura agli spettacoli pubblici e alle opere teatrali; contemporaneamente vengono rimossi da diverse cariche pubbliche gli ultimi dirigenti moderato-repubblicani (come Cavaignac e Dufaure).
- 22 ottobre 1850: un incidente armato a Versailles tra militari "presidenzialisti" e "assembleisti" costringe il capo del governo Hautpoul alle dimissioni come ministro della guerra (rimarrà di fatto estraniato dal governo per la sua restante durata).
- 9 gennaio 1851: il Presidente Bonaparte, di fronte alla totale ostilità dell'Assemblea, accetta di integrare alcuni parlamentari conservatori nel governo, effettuando un reimpasto.
- 24 gennaio 1851: dopo un voto di sfiducia contro il governo, Bonaparte scioglie il governo Hautpoul e ne forma un secondo "filo-presidenziale" senza l'appoggio del parlamento.

## Consiglio dei Ministri
Il governo, composto da 9 ministri, vedeva partecipi:
| Carica                                | Titolare | Titolare                      | Partito      | Mandato         | Mandato        |
| ------------------------------------- | -------- | ----------------------------- | ------------ | --------------- | -------------- |
| Presidente della Repubblica           |          | Louis-Napoléon Bonaparte      | –            | 30 ottobre 1849 | 9 gennaio 1851 |
| Primo Ministro de facto               |          | Alphonse Henri d'Hautpoul     | Destra       | 30 ottobre 1849 | 9 gennaio 1851 |
|                                       |          |                               |              |                 |                |
| Ministro degli Affari Esteri          |          | Jean-Ernest Ducos de La Hitte | Bonapartista | 15 marzo 1850   | 9 gennaio 1851 |
| Ministro degli Interni                |          | Ferdinand Barrot              | Bonapartista | 30 ottobre 1849 | 15 marzo 1850  |
| Ministro degli Interni                |          | Jules Baroche                 | Bonapartista | 15 marzo 1850   | 9 gennaio 1851 |
| Ministro della Guerra                 |          | Jean-Paul Schramm             | Bonapartista | 30 ottobre 1849 | 9 gennaio 1851 |
| Ministro della Giustizia              |          | Eugène Rouher                 | Bonapartista | 30 ottobre 1849 | 9 gennaio 1851 |
| Ministro delle Finanze                |          | Achille Fould                 | Bonapartista | 30 ottobre 1849 | 9 gennaio 1851 |
| Ministro dei Lavori Pubblici          |          | Jean-Martial Bineau           | Destra       | 30 ottobre 1849 | 9 gennaio 1851 |
| Ministro della Pubblica Istruzione    |          | Félix Esquirou de Parieu      | Destra       | 30 ottobre 1849 | 9 gennaio 1851 |
| Ministro della Marina e Colonie       |          | Joseph Romain-Desfossés       | Bonapartista | 30 ottobre 1849 | 9 gennaio 1851 |
| Ministro dell'Agricoltura e Commercio |          | Jean Baptiste Dumas           | Bonapartista | 30 ottobre 1849 | 9 gennaio 1851 |

Il 9 gennaio, di fronte alle proteste dell'Assemblea nazionale, il Presidente Bonaparte riforma parzialmente il governo, ora composto da:
| Carica                                | Titolare | Titolare                               | Partito      | Mandato        | Mandato         |
| ------------------------------------- | -------- | -------------------------------------- | ------------ | -------------- | --------------- |
| Presidente della Repubblica           |          | Louis-Napoléon Bonaparte               | –            | 9 gennaio 1851 | 24 gennaio 1851 |
| Primo Ministro de facto               |          | Carica vacante                         | –            | 9 gennaio 1851 | 24 gennaio 1851 |
|                                       |          |                                        |              |                |                 |
| Ministro degli Affari Esteri          |          | Édouard Drouyn de Lhuys                | Destra       | 9 gennaio 1851 | 24 gennaio 1851 |
| Ministro degli Interni                |          | Jules Baroche                          | Bonapartista | 9 gennaio 1851 | 24 gennaio 1851 |
| Ministro della Guerra                 |          | Auguste Regnaud de Saint-Jean d'Angély | –            | 9 gennaio 1851 | 24 gennaio 1851 |
| Ministro della Giustizia              |          | Eugène Rouher                          | Bonapartista | 9 gennaio 1851 | 24 gennaio 1851 |
| Ministro delle Finanze                |          | Achille Fould                          | Bonapartista | 9 gennaio 1851 | 24 gennaio 1851 |
| Ministro dei Lavori Pubblici          |          | Pierre Magne                           | Destra       | 9 gennaio 1851 | 24 gennaio 1851 |
| Ministro della Pubblica Istruzione    |          | Félix Esquirou de Parieu               | Destra       | 9 gennaio 1851 | 24 gennaio 1851 |
| Ministro della Marina e Colonie       |          | Théodore Ducos                         | Destra       | 9 gennaio 1851 | 24 gennaio 1851 |
| Ministro dell'Agricoltura e Commercio |          | Louis Bernard Bonjean                  | Bonapartista | 9 gennaio 1851 | 24 gennaio 1851 |